# 科门达市镇

科门达市镇於斯洛維尼亞的位置

科门达市镇是斯洛文尼亞中部的一個市镇，行政中心为科門達。市镇面積为24平方公里，2013年人口数量为5,788人。人口密度約240人/km2。

## 外部連結
- 官方网站  （斯洛文尼亚文）